# Манастир Дреновац
Манастир Дреновац припада Славонској епархији Српске православне цркве и представља њено седиште.

## Прошлост
Манастир се налази у Слатинском Дреновцу (Славонска Пожега). Први храм на овом мјесту подигнут је 1758–62. године, a обновљен је 1887. године. Иконостас који је красио ову светињу израђен је 1775. године. Црква је срушена на Божић 1942. године, a иконостас је однијет у Загреб прије рушења и враћен је у Пакрац тек 1985. године.
Ова богомоља и манастир имају богату прошлост. Само село се помиње већ давне 1292. године. Резолуцијом Бечког двора манастир се укида 6. марта 1775. године, па је дреновачка манастирска црква претворена у парохијску, a келтска здања у парохијски дом, наводе у Српском привредном друштву "Привредник" из Загреба.
Некада само Дреновац, у попису 1698. године уписан је као граничарско насеље са четири домаћинства православне вјере.
Срђа Вукичевић, Ђуро Маринковић, Радосав Продановић и Крстивој Бошњак чували су стражу на ријеци Илови, која је била турско-аустријска граница.
У селу су ораховачки калуђери 1719. на рушевинама старе цркве подигли нову цркву Светог Георгија и уз њу манастир. У тој манастирској цркви је 1758. године Василије Романович израдио иконостас који спада у ред најбољих достигнућа православне иконографије у Хрватској и Славонији. И данас се са улаза могу видјети прозори од ћелија у којима су некада спавали монаси. Поред цркве се такође налазе и катакомбе у којима су кости монаха. Половином 18. вијека Дреновац је већ имао 25 српских кућа, a 1991. у селу је било око 300 мјештана, већинског српског становништва, a данас их је само неколико десетина. Црква је посједовала три звона. Средње и велико су ливена у Марибору, a мало, украдено, звоно је вјероватно било и највриједније, јер је 1765. године ливено у Грацу. Ова три звона словила су као најбоља, јер су заједно творила х-мол хармонију. Да је историја звона дуга говори и запис да су преживјела оба свјетска рата закопана у сјенику. Црква је 1942. рушена према налогу усташа, a Романовичев иконостас пред црквом исцијепан и спаљен. Трећи пут их је спасио Хрват J. П. 1991. године.

## Садашњост
На мјесту гдје је некада био храм, седамдесетих година подигнут је звоник са кога је отуђено звоно, a остале црквеноумјетничке драгоцјености су такође уништене деведесетих година. У дворишту гдје је некада био Храм Рођења Пресвете Богородице данас се налази само бетонски крст и остаци дотрајалог звоника.